# Église Saint-Paul de Clermont-l'Hérault
Pour les articles homonymes, voir Église Saint-Paul.
L’église Saint-Paul est une église située à Clermont-l'Hérault, dans l'Hérault (département) en France.
Elle présente une belle élévation intérieure, ainsi que des bas-côtés, chose rare dans le gothique méridional. Elle possède une grande rose en façade.

## Historique

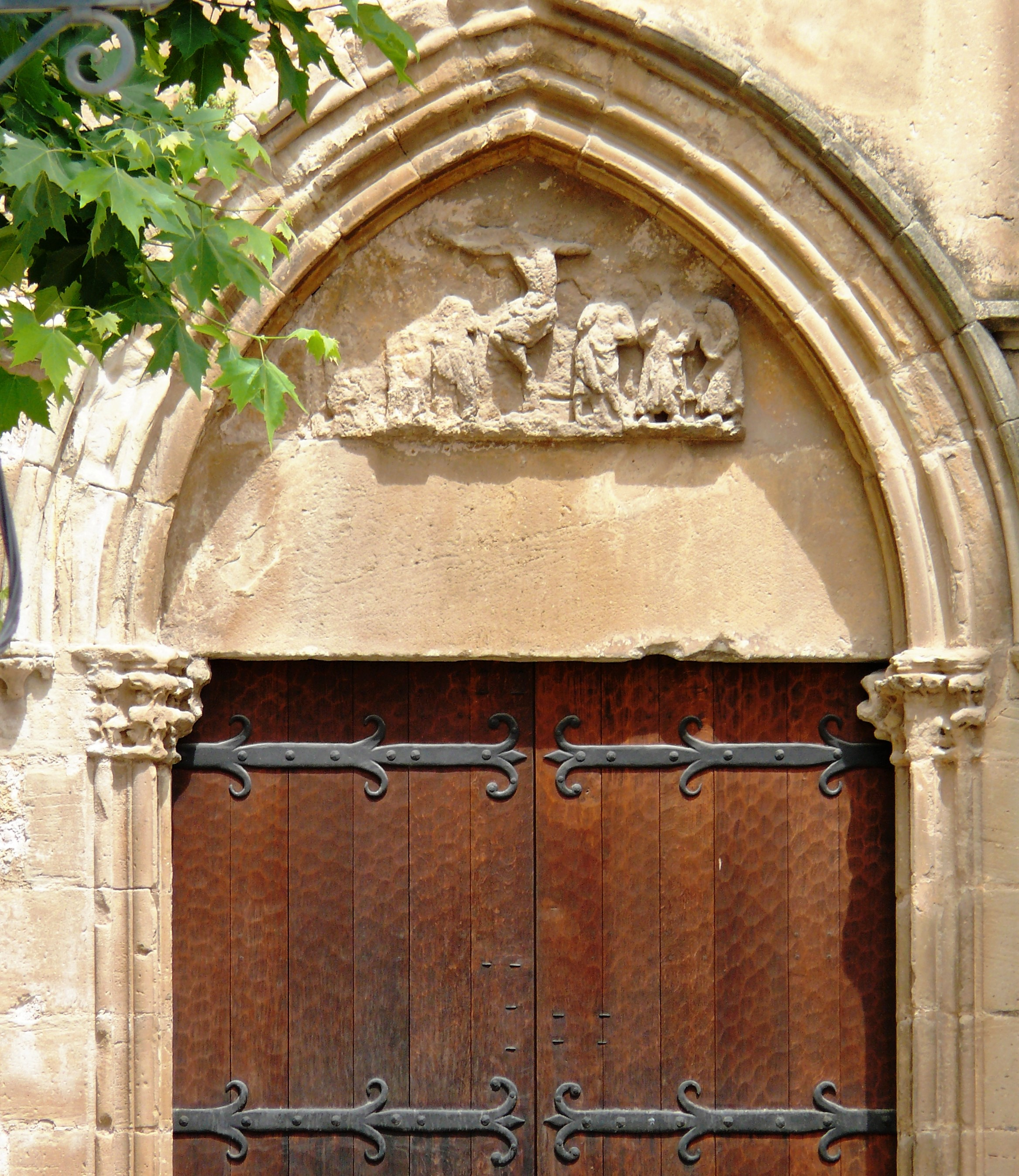
Porte sud avec le réemploi d'une Crucifixion.

Au Moyen Âge, Clermont-l'Hérault est une ville assez importante pour comporter trois paroisses, Saint-Étienne de Roujas, Saint-Étienne de Gorjan dans les faubourgs et Saint-Paul dans la ville. Les deux premières paroisses ont été peu à peu délaissées car trop éloignées des murs de la ville et sont exposées aux dangers. L'auteur de l’Histoire des comtes de Clermont rapporte qu'en 1275 il est décidé de réunir les trois paroisses en une seule, Saint-Paul. L'église est alors devenue trop petite et il est décidé d'en reconstruire une plus grande à l'emplacement de l'église Saint-Paul. Pour ne pas interrompre le culte, il est décidé de conserver l'abside, mais en la surélevant d'un bon tiers et en lui adjoignant deux absidioles, ce qui permettait de prévoir une nef avec deux collatéraux.

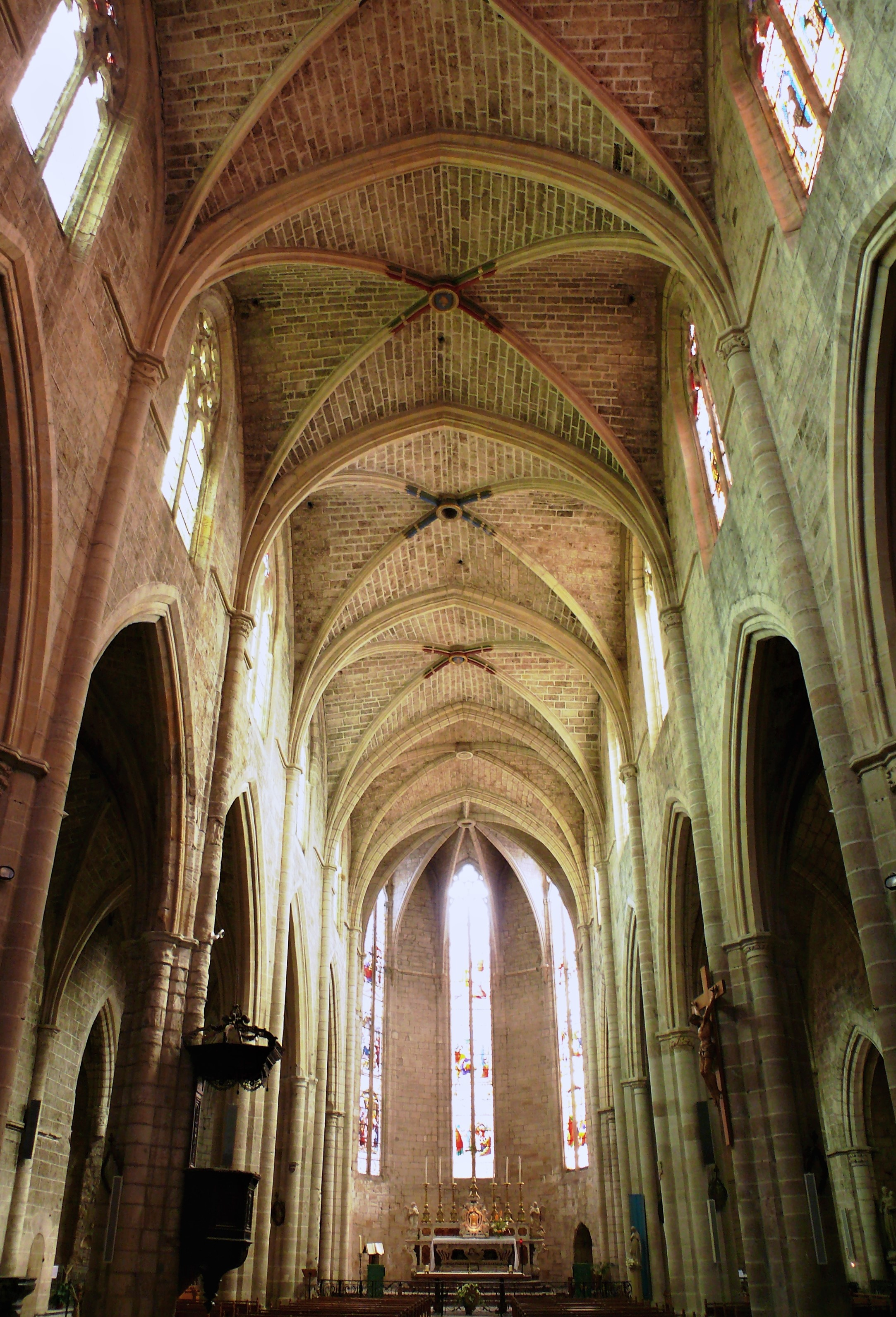
La nef.

En 1276 commence la construction de cette nouvelle église avec une nef de trois travées et deux collatéraux. L'église est inaugurée en 1313. On a réutilisé les matériaux et des éléments de décor de l'ancienne église comme le tympan garni d'une Crucifixion réemployée à la porte sud.
Quelques années plus tard, à une date non connue, la nef de l'église est allongée de trois nouvelles travées à collatéraux et chapelles latérales. On a aussi ouvert les murs nord et sud dans les travées de la nef construites avant 1313 pour y placer des chapelles latérales. Sur le côté nord, au-dessus du portail construit avant 1313, on a édifié une tour-clocher massive. Dans la seconde moitié du XIVe siècle, la façade occidentale et l'abside ont été puissamment fortifiées. Une galerie à mâchicoulis communique avec l'intérieur de la nef.
En 1368, un texte concernant l'évêque de Lodève Aimeric Hugues signale la présence à Clermont-l'Hérault de l'archevêque de Narbonne. D'après Maurice Oudot de Dainville, cette date doit correspondre à l'achèvement de la nef et des deux tourelles pentagonales qui butent la façade occidentale. La guerre de Cent Ans est déjà commencée. C'est probablement elle qui a justifié la mise en place des éléments de défense de l'église. L'église est reliée à l'enceinte par deux murs qui ont été démolis en 1765. 
La rosace de 8 m de diamètre a été construite à partir de 1427, en grès. Sa construction aurait été terminée en 1441. Une première restauration a été faite en 1850, et une deuxième entre 1949 et 1953.
Un étage campanaire couvert d'une coupole a été ajouté sur la tour nord en 1769. Le grand portail occidental est construit en 1772.

## Protection
L'église fait l’objet d’un classement au titre des monuments historiques par la liste de 1840.

## Dimensions principales
- Longueur totale : 47,75 m
- Largeur totale des trois vaisseaux de la nef : 20,16 m
- Largeur totale avec les chapelles latérales : 30,37 m
- Hauteur sous clé de la nef : 19,10 m

## Galerie

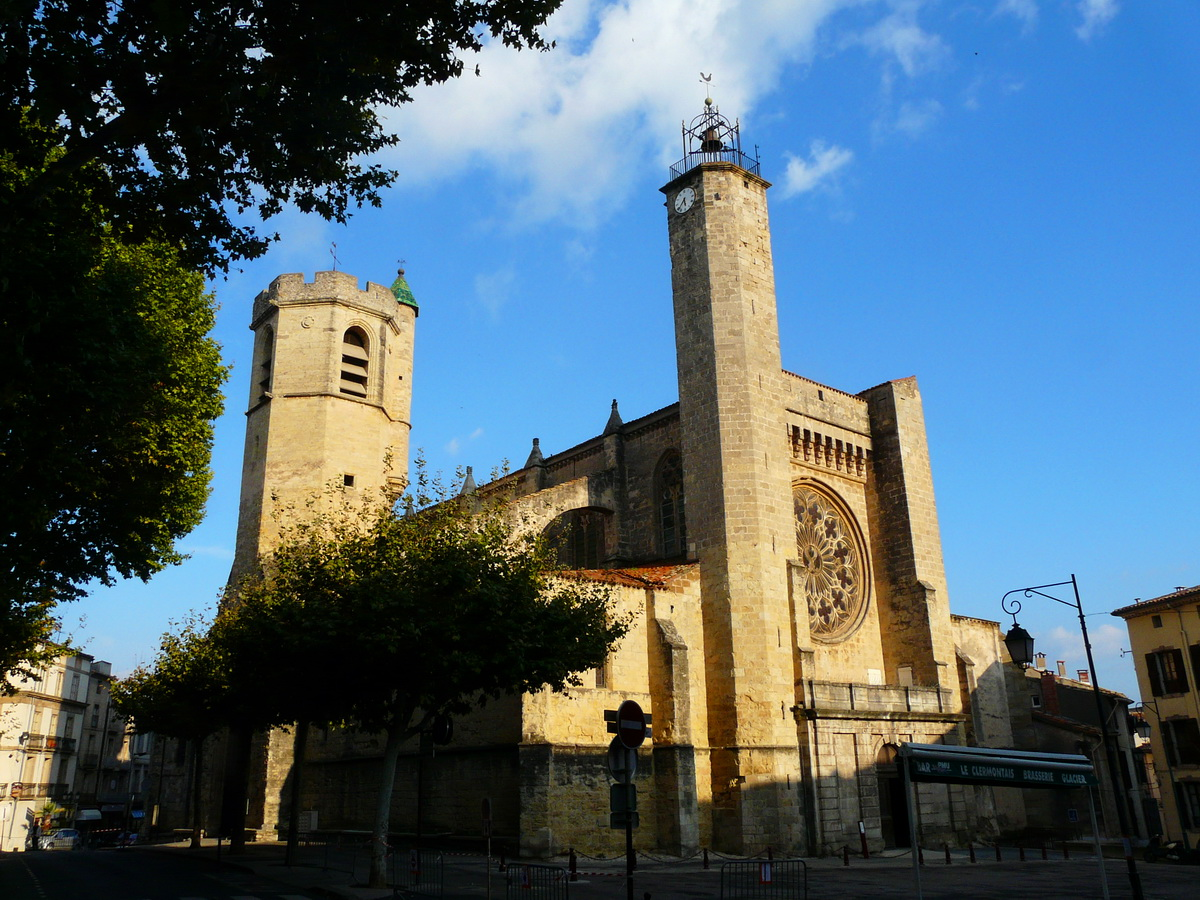
Vue générale.
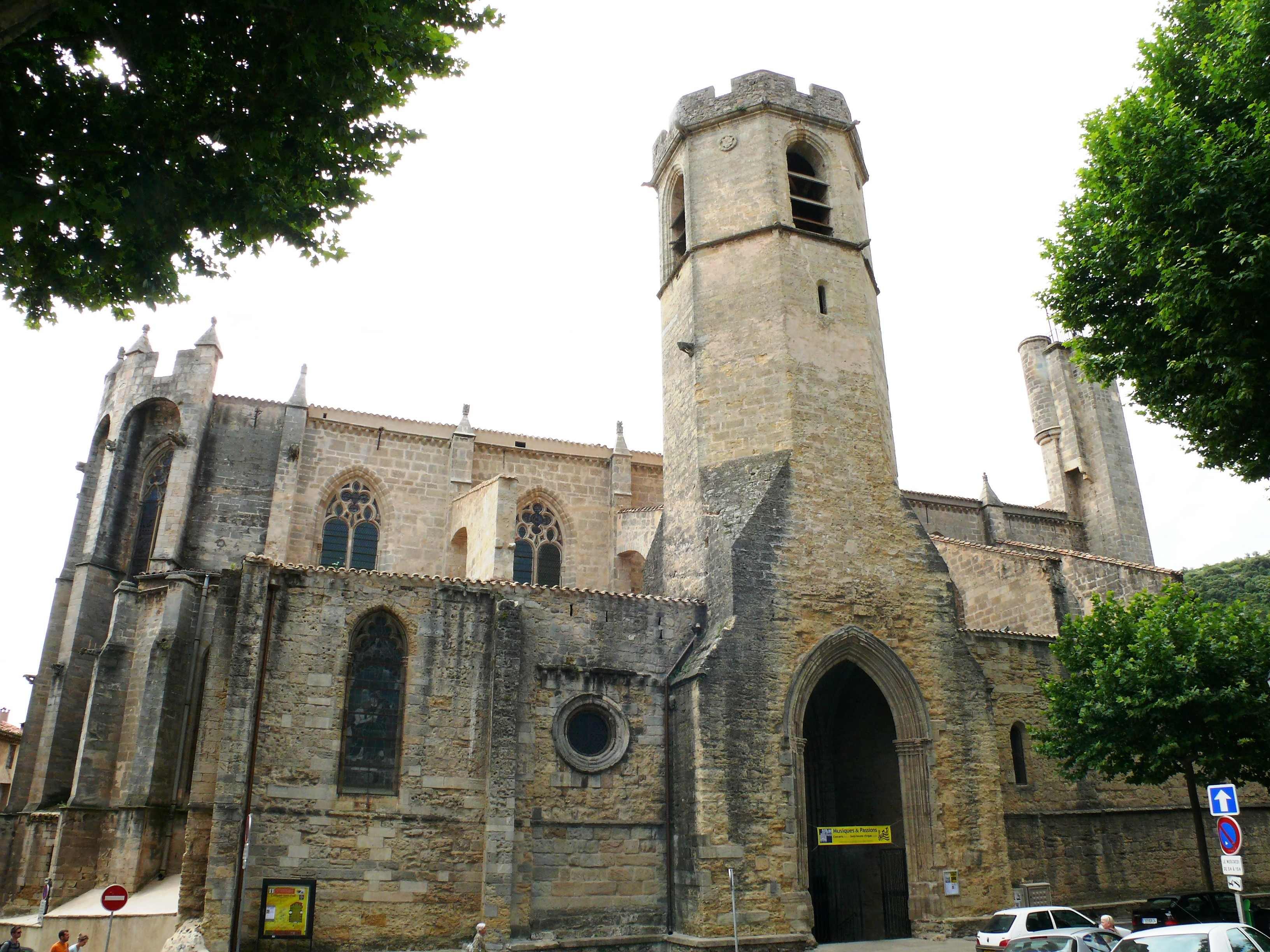
Façade nord.
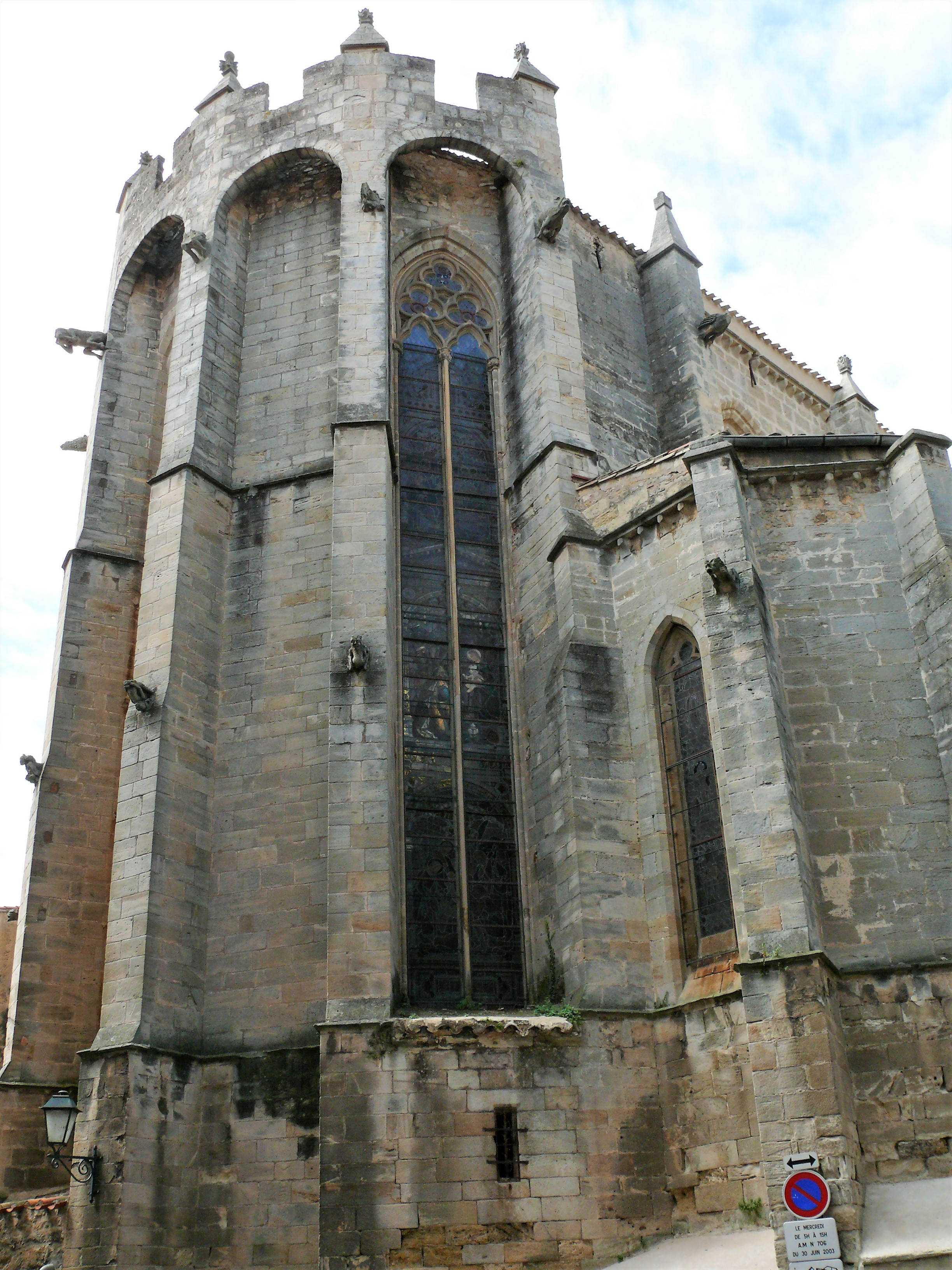
Chevet
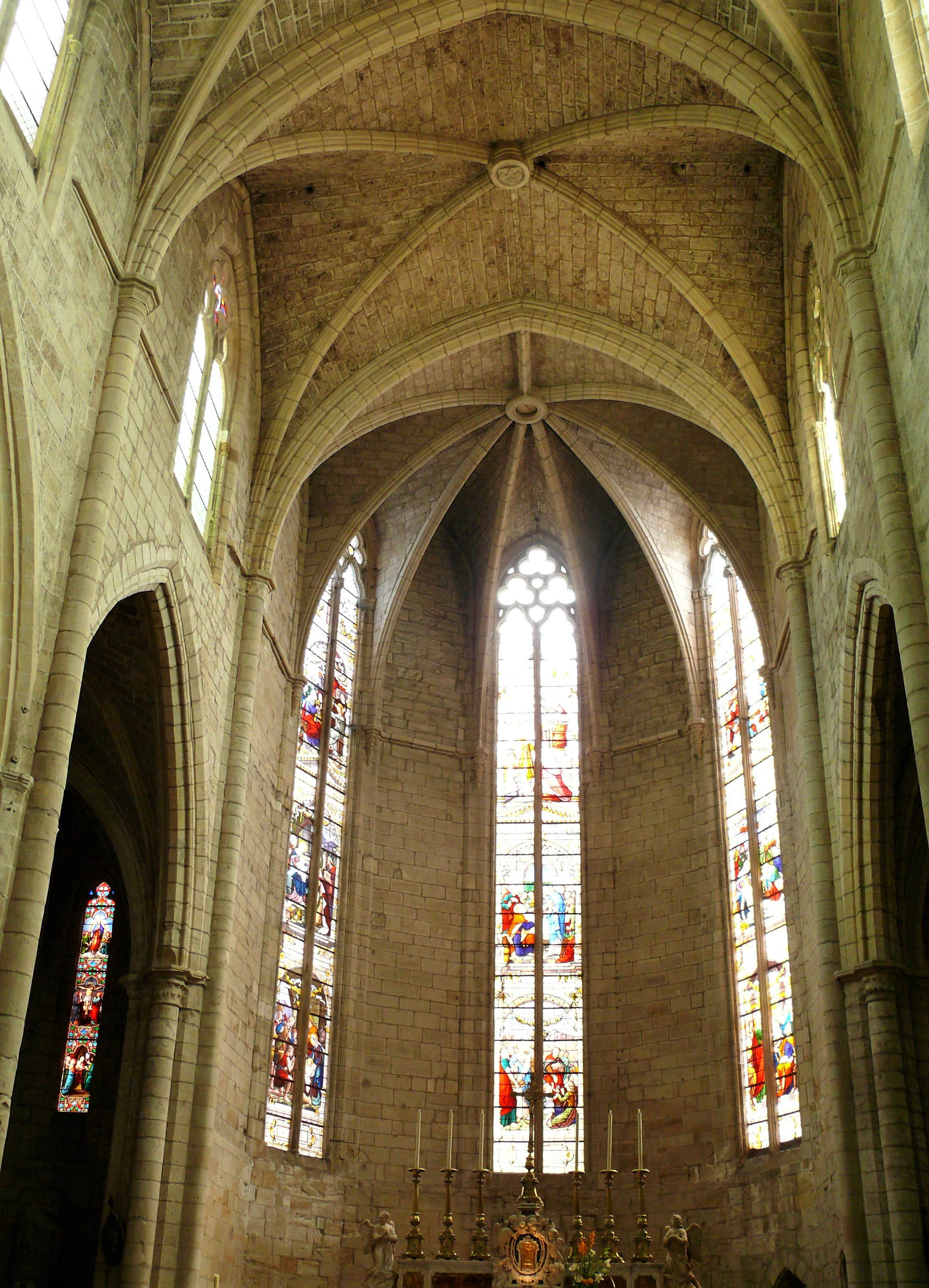
Abside.

## Les orgues

### Orgue de tribune

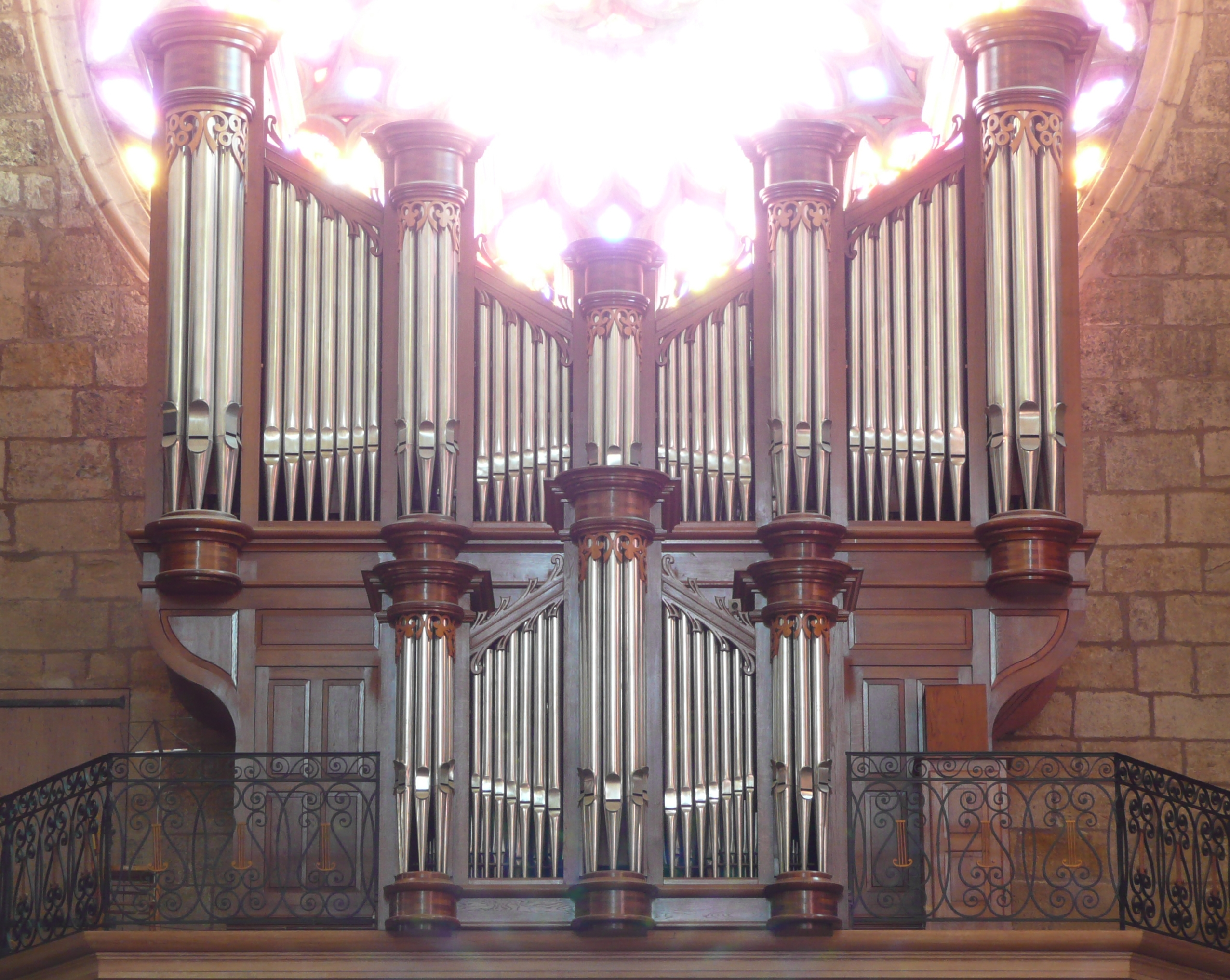
Grand orgue de la collégiale.

Il n'existe aucun document établissant qu'il y avait un orgue dans l'église avant 1835. En 1835, le curé Sébastien Tailhan et le conseil de la fabrique ont décidé d'acheter un orgue d'occasion. Il est livré en juillet 1835 et a coûté 5 000 francs. L'église a dû être aménagé pour permettre la mise en place de l'orgue. Il a été complété par d'autres tuyaux d'orgue. Son origine n'est pas certaine. Il pourrait provenir du collège de Tournon. Il a été remonté par le facteur d'orgues héraultais André Laffon. Le buffet et les tuyaux manquant sont réalisés par des artisans locaux. Son montage est presque entièrement terminé en avril 1836.
Cependant, en 1894, le curé Jean-Édouard Saumade a jugé cet orgue démodé et a décidé d'acheter un autre orgue disposé dans le chœur de la collégiale. L'orgue de tribune n'a plus été joué. Il a été réparé en 1932 par l'organiste Maurice Taurand et a donné un dernier concert. En 1945, certains de ses tuyaux ont été démontés pour être placés dans l'orgue de chœur. 
En 1951, à l'occasion de travaux sur la façade occidentale et de la rosace, l'orgue est démonté et la tribune démolie. Maurice Taurand a essayé de le sauver en faisant un inventaire de ses pièces et en l'entreposant dans le presbytère.
En 1978, Maurice Vidal a voulu réinstaller l'instrument mais les pièces entreposées dans le presbytère étaient attaquées par l'humidité. Une procédure de sauvegarde a été engagée et ce qui restait de l'orgue a été classé. En 1988, quand l'orgue de chœur a été remis dans son état d'origine, les parties de l'orgue de tribune qui s'y trouvaient ont été récupérées.
L'orgue a été remis et restauré sur une nouvelle tribune semblable à l'ancienne en 1998 par la manufacture languedocienne des grandes orgues de Lodève. Il a été inauguré par Mgr Ricard, évêque de Montpellier, le 23 janvier 1999,

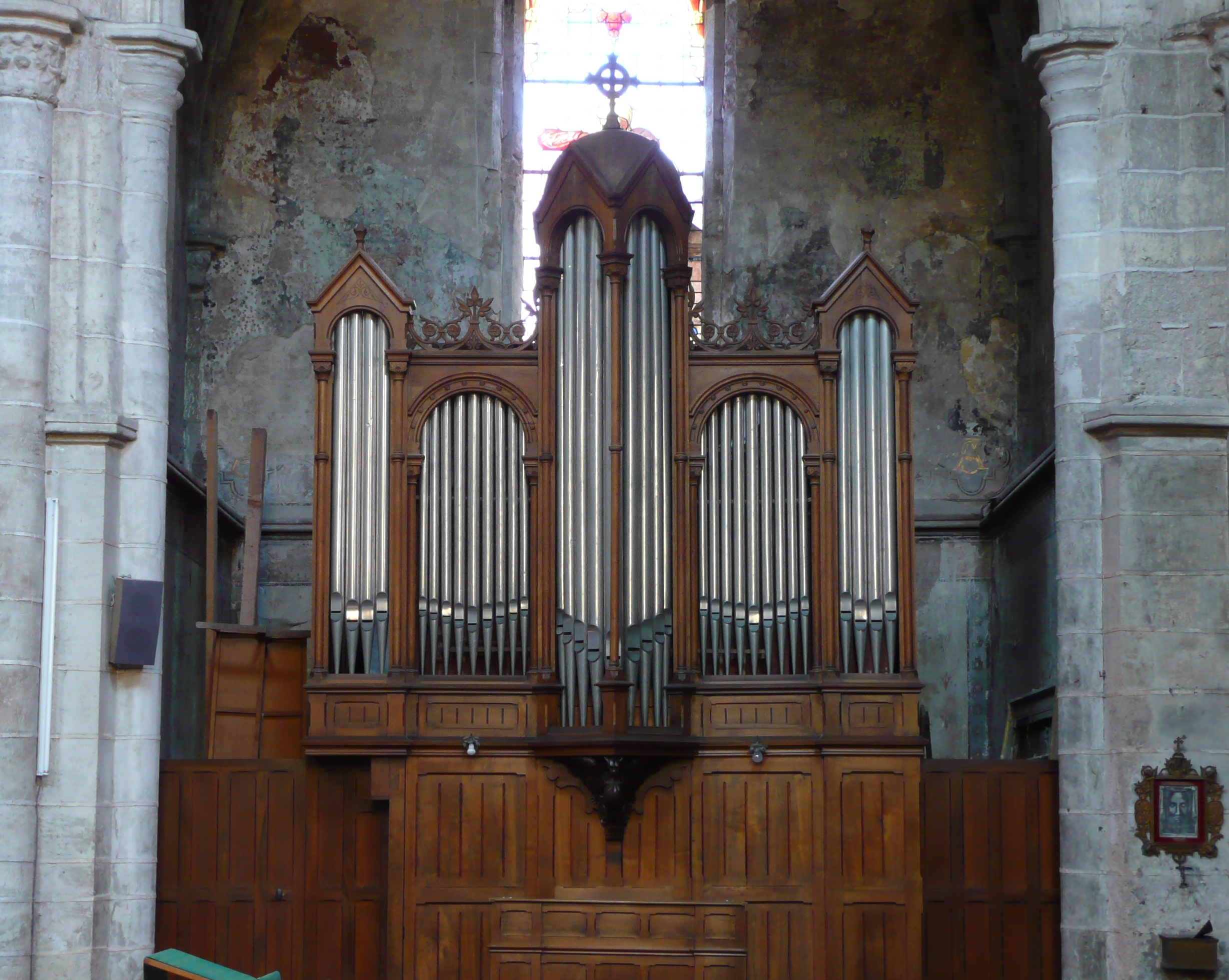
L'orgue de chœur.

### Orgue de chœur
En 1894, le curé Jean-Édouard Saumade a acheté l'ancien orgue de chœur Cavaillé-Coll de la cathédrale de Nîmes. Il a été installé dans la collégiale par la maison Puget de Toulouse qui a fourni le nouvel orgue de chœur de la cathédrale de Nîmes.
Le facteur d'orgues Alain Sals, de Malaucène (Vaucluse), a effectué un relevage complet de l'orgue en 1988.

## Vitraux
Les vitraux de l'abside sont dus à Eugène-Stanislas Oudinot de La Faverie (1880-1881).
Les vitraux de la rosace ont été réalisés par Francis Chigot, en 1951.

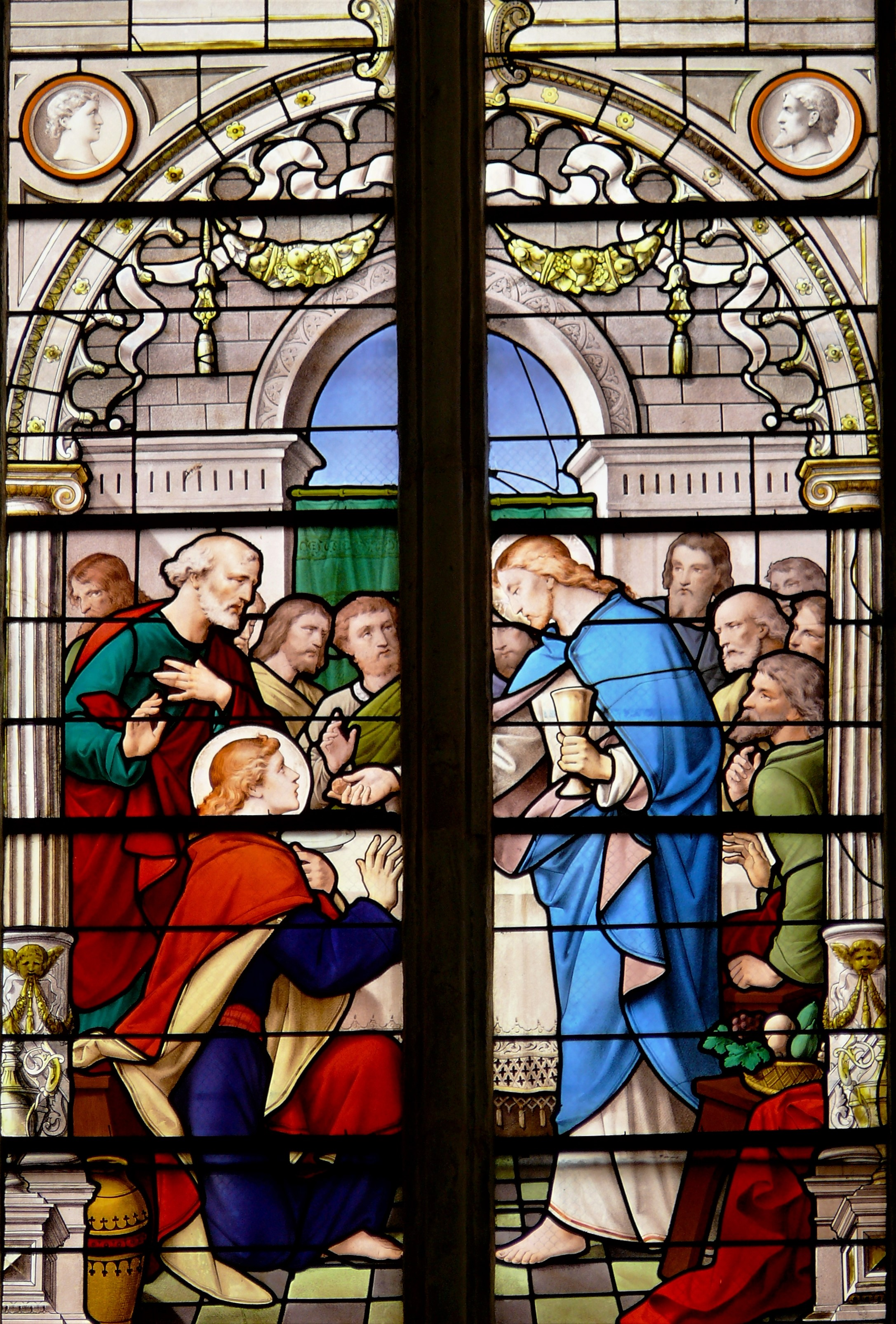
Eugène Oudinot Verrière du chœur : la communion.
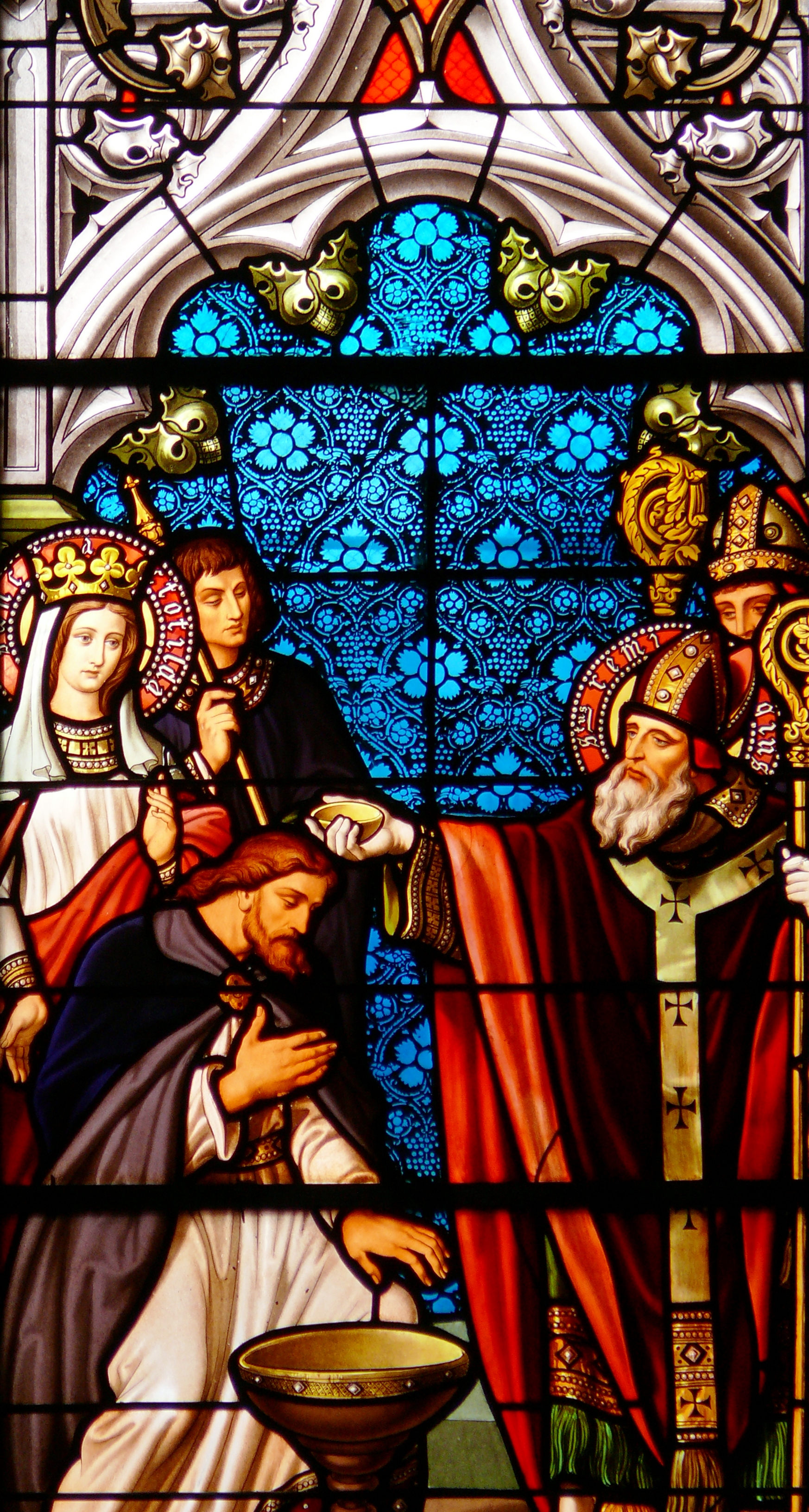
Vitrail du baptême de Clovis.
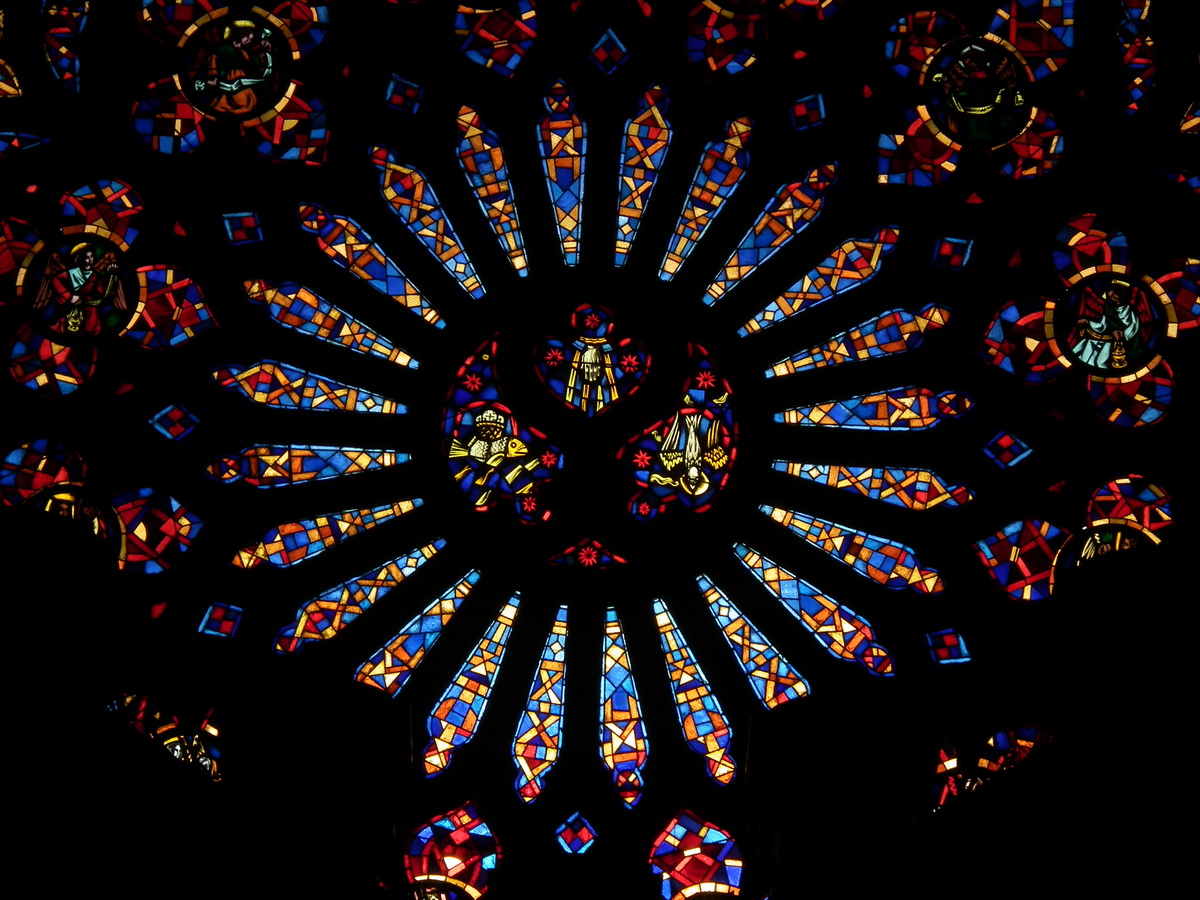
La rose vue de l'intérieur.

## Le mobilier
- à gauche, au revers de la façade : La Sainte Famille, tableau par Jean Coustou, 1787. Une réplique se trouve dans la cathédrale de Lodève.
- au revers du portail Nord : La conversion de saint Paul, tableau commandé en 1652 à la suite d'une épidémie de peste.

## Les cloches
La collégiale est dotée de cinq cloches dont quatre de volées :
- le bourdon, qui pèse près de 2 tonnes et a été fondu en 1861 par Burdin Aîné, donne la note do 3;
- la deuxième cloche a été fondue en 1869 par Jacob Holtzer. Elle donne la note m i3 ;
- la troisième cloche a aussi été fondue en 1869 par Jacob Holtzer. Elle donne la note sol 3 ;
- la quatrième a été fondue en 2005 par Joseph Granier. Elle donne la note do 4 ;
- la cinquième qui est située sur une tour en façade extérieure date du XVe siècle et sonne par tintements pour l'horloge.

Le beffroi à l’intérieur du clocher a été entièrement restauré en 2007 par Bodet.

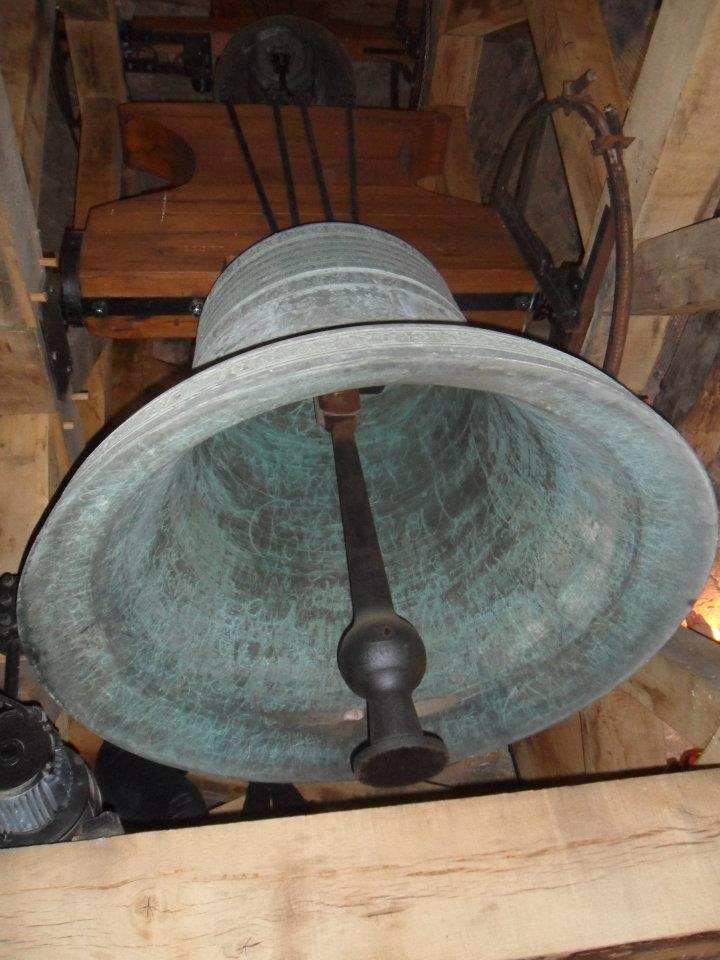
Le bourdon (do 3).
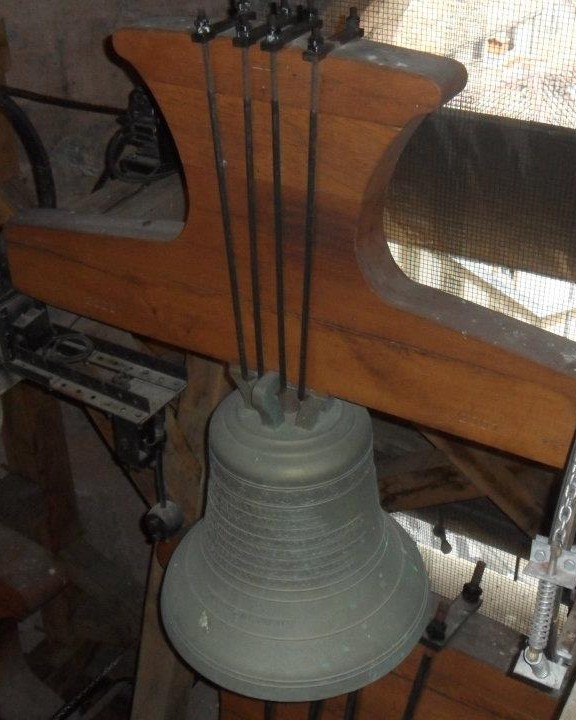
Cloche no 1 (do 4).
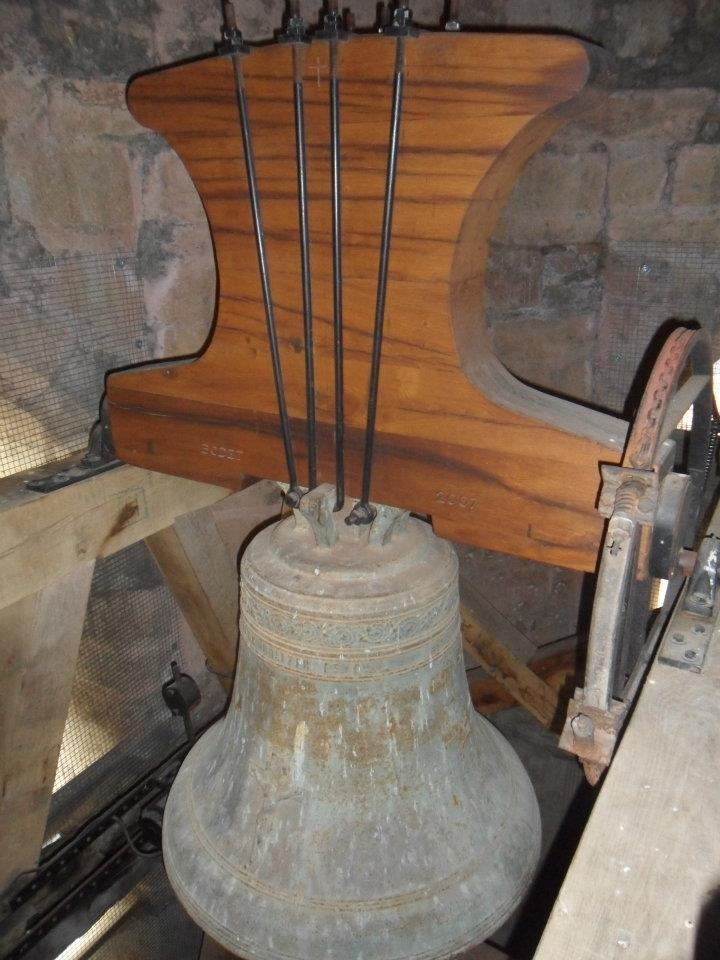
Cloche no 2 (sol 3).
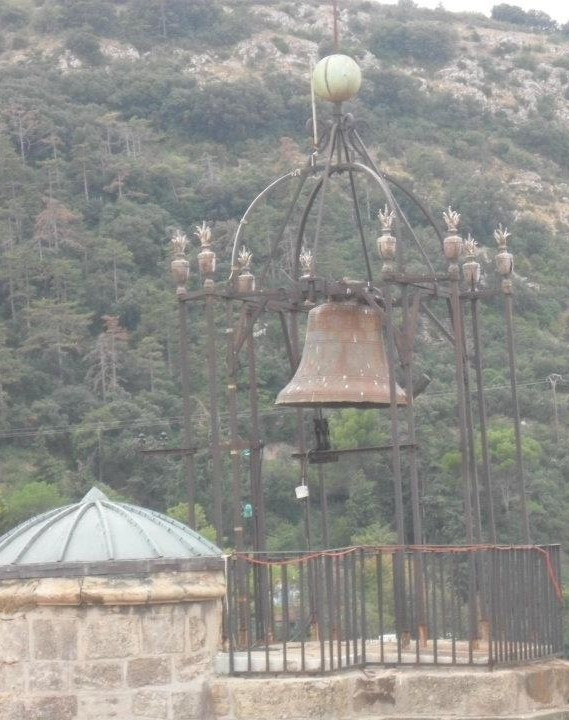
Cloche no 5 (timbre de l'horloge).